# Friedrich Mathias von Galen

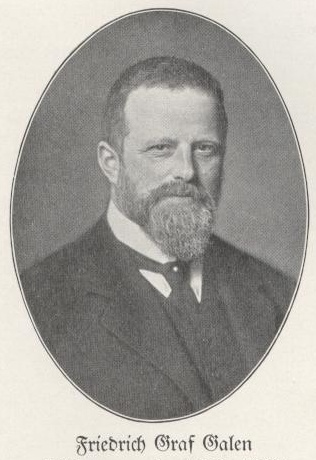
Friedrich Mathias Graf von Galen

Friedrich Mathias Graf von Galen (* 20. Mai 1865 in Münster; † 10. November 1918 in Dinklage) war Gutsbesitzer und Mitglied des Deutschen Reichstags.

## Leben
Galen war der älteste Sohn von Ferdinand Heribert von Galen und besuchte das Jesuitengymnasium Stella Matutina in Feldkirch und das Gymnasium Antonianum in Vechta. Von 1885 an studierte er Theologie an den Universitäten Lille, Bonn, Rom und Münster. Zuerst verzichtete er auf sein Erstgeburtsrecht, nach einer längeren Krankheit brach er aber sein Studium ab und trat in die Verwaltung der väterlichen Güter ein. Seit 1894 war er verheiratet mit Paula geb. Freiin von Wendt (1873–1959), Tochter des Reichstagsabgeordneten Carl Hubert von Wendt (1832–1903). Das Ehepaar hatte wiederum eine Tochter, die Ordensschwester wurde, weshalb das Erbe später an den Neffen Christoph Bernhard Graf von Galen fiel. Friedrich Mathias von Galen
war Ehrenritter des Malteserordens und Präsident des Katholikentags 1911 in Mainz.
Galen war Mitglied des westfälischen Provinziallandtags seit 1899, des Kreistags und Kreisausschusses des Kreises Beckum. Von 1907 bis 1918 war er Mitglied des Deutschen Reichstags für den Reichstagswahlkreis Großherzogtum Oldenburg 3 (Vechta, Delmenhorst, Cloppenburg)  und die Deutsche Zentrumspartei. Ab 1912 war er auch Mitglied des Preußischen Herrenhauses. Er starb am 10. November 1918 an der Spanischen Grippe.